# Русский словарь языкового расширения
Ру́сский слова́рь языко́вого расшире́ния — книга Александра Солженицына.
В словаре собраны редкие и малоупотребительные слова (значительная их часть взята автором из Толкового словаря живого великорусского языка В. И. Даля), которые, по мнению Солженицына, незаслуженно забыты и могут вернуться в активный словарный запас сегодняшних носителей языка.
В предисловии к Словарю А. И. Солженицын пишет:
Лучший способ обогащения языка — это восстановление прежде накопленных, а потом утерянных богатств.
«Словарь языкового расширения» означает собрание слов, смежных с обычно употребляемым языковым объёмом, но по разным причинам из этого употребления выпавших. Задача «Словаря» — напомнить о них, то есть о «живом в нашем языке», по выражению А. И. Солженицына.

## История создания
Основным источником языкового вдохновения для Солженицына всегда был «Толковый словарь живого великорусского языка» Владимира Даля: «С 1947 года много лет (и все лагерные, так богатые терпением и лишь малыми клочками досуга) я почти ежедневно занимался обработкой далевского словаря — для своих литературных нужд и языковой гимнастики». Ежедневная скрупулезная работа Солженицына над далевским изданием шла в несколько этапов: выписки громоздких словарных статей и их сокращение (выписки из выписок). При этом он пошёл по пути не простого сокращения и отбрасывания второстепенных вещей, а по пути концентрации, выделения главной мысли, центрального значения категории. При этом Солженицын поставил себе задачу не представления полного состава языка как в большинстве словарных изданий, а в возрождении несправедливо забытых слов. При этом Солженицын отмечал, что критерием при отборе слов являлся не научный метод, а художественная цель.

## Издания
- Русский словарь языкового расширения / Сост.: А. И. Солженицын. — М.: Наука, 1990. — 272 с. — 20 000 экз. — ISBN 5-02-011076-0.
- Русский словарь языкового расширения / Сост.: А. И. Солженицын. — М.: Голос, 1995. — 272 с. — 15 000 экз. — ISBN 5-7117-0316-1.
- Русский словарь языкового расширения / Сост.: А. И. Солженицын. — [3-е изд.]. — М.: Русский путь, 2000. — 270, [2] с. — ISBN 5-85887-071-6.
  - Русский словарь языкового расширения / Сост.: А. И. Солженицын. — 2-е изд. — М.: Русский путь, 2015. — 270, [2] с. — 1000 экз. — ISBN 978-5-85887-451-5.

Журнальный вариант:
[Отрывки] // Кн. обозрение. — 1990. — 30 марта.
[Фрагменты] // Русская речь. — 1990. — № 3—6; 1991. — № 1.
Фрагменты «Русского словаря языкового расширения» публиковались также в составе четвёртого тома «Раковый корпус» Малого собрания сочинений (М.: ИНКОМ НВ, — 1991. — С прил. фрагм. — 460 с. — Изд. в серой обложке — ISBN 5-85060-036-1).
Издавался также в Верхне-Волжском книжном издательстве:

«Некоторые грамматические соображения» (1977—1982) // Солженицын А. И. Публицистика: В 3 т. — Т. 3. — Ярославль, 1997. — 559 с. — ISBN 5-7415-0478-7.